# Белая Троица
Собор «Белая Троица» (Троицкая церковь в Затьмачье) — православный храм в районе Затьмачье города Твери, самое древнее из сохранившихся каменных зданий города. С 1944 по 1990-е годы был кафедральным собором Тверской епархии Русской православной церкви; ныне находится в непосредственном ведении правящего архиерея. В храме хранится рака с мощами преподобного Макария Калязинского.
Памятник истории и архитектуры федерального значения.

## История
Троицкая церковь в Затьмачье была построена московским купцом Гаврилой Андреевичем Тушинским в 1564 году. На западной стороне собора сохранилась надпись:

Лѣто 7072 совершенъ бысть сiи храмъ во имя Живоначальния Троiцы мѣсяца августа 15 при благовѣрномъ царѣ Великомъ князѣ Иванѣ Васильевичѣ и всея Россiи и при епископѣ Акакiи Тферьскомъ замышленiемъ и строенiемъ раба Божiя Гаврiилъ Андрѣева Тушиньскаго.

По мнению исследователей, храм первоначально имел одну — три главы, но был перестроен и стал семиглавым в XVII веке. В 1787 году пристроили Ефремовский придел, в 1812 году — двухъярусную колокольню, в 1864—1867 гг. — придел Святителя Арсения, епископа Тверского и мученицы Татианы, в 1878 году — третий ярус и шатёр. Иконостас храма исследователи датируют XVIII веком, настенную живопись — периодом конец XVIII — середина XIX вв.
После перепланировки Затьмачья в 1777 году церковь оказалась недалеко от границы города, и некоторое время она стояла у окраины города со стороны Старицкой заставы. Позднее за церковью построили жилой квартал, и церковь оказалась в центре Затьмачья. Вокруг храма сформировалась площадь на пересечении двух улиц, площадь назвали Троицкой площадью, а улицу, которая вела к Кремлю — Троицкой улицей.
С 1962 года более 25 лет эта церковь оставалась единственным действующим храмом города Калинин, население которого за эти годы выросло с 290 000 до 450 000 человек.

## Архитектура
Собор имеет 4 престола, освящённых в честь:
- Пресвятой Троицы
- Введения во храм Пресвятой Богородицы
- преподобного Ефрема Новоторжского
- святителя Арсения Тверского и мученицы Татианы

## Культурное влияние
- Окраина (фильм, 1933).
- Храм упомянут в песне Михаила Круга «Прогулка с месяцем» (1999).